# 제1군단 (대한민국)
제1군단(第一軍團, 영어: ROK I Corps)은 대한민국 육군의 군단이며, 상징명칭은 고구려의 제19대 왕인 광개토대왕의 시호를 딴 광개토부대(廣開土部隊)이다. 경기도 고양시에 본부를 두고 예하 부대로 4개 상비사단과 1개 동원사단을 두고 있는, 한때 세계의 군단급 부대 중 규모가 가장 큰 군단이었으나 제72동원보병사단이 1군단 예하에서 동원전력사령부 예하로 예속변경되고 제30기계화보병사단이 국방개혁 2.0으로 인해 제30기갑여단으로 재편됨에 따라 현재는 사실상 7군단에게 최대 규모 군단이라는 타이틀을 넘겨주기도 하였다. 경례구호는 충성이다.
제1군단은 한국 방어 계획상 제1 중요 접근로인 1번 국도, 즉 통일로를 중심으로 한국군의 방어 주력(병력·화력·장비·감시체제·방공시설, 지휘 및 통신시설, 진지 편성 장애물 등)을 집중 투입한 지역을 담당하며, 전방에 배치되어 있는 군단 중 서울과 가장 가까운 군단이다.

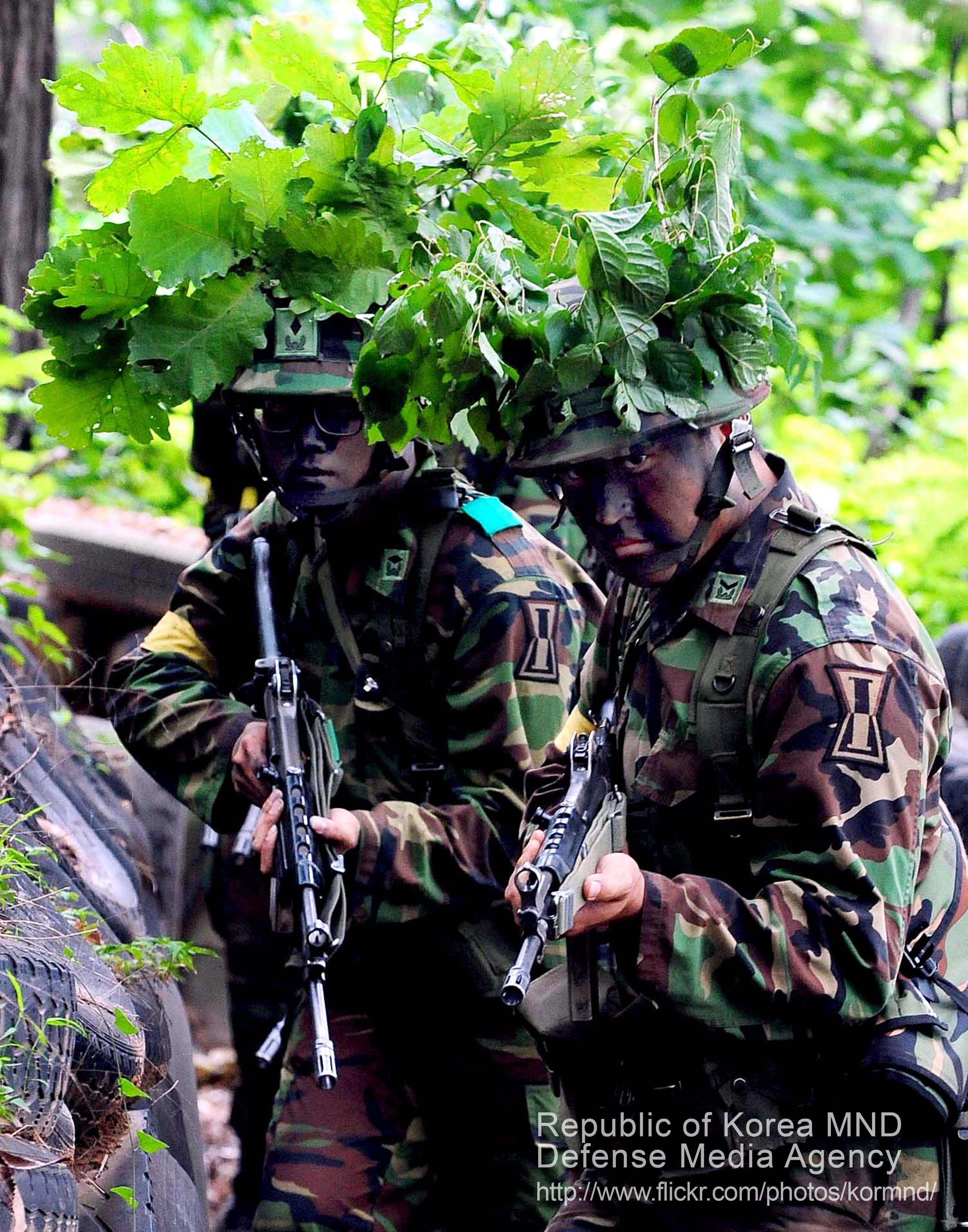
훈련 중인 1군단 장병들

## 역사

### 한국 전쟁
한국 전쟁이 발발한지 3일째 되는 날, 조선인민군의 공세에 밀려 한강 이남으로 철수한  육군 본부는 1950년 6월 28일, 수도를 지키기 위해 한강 방어선을 구축할 목적으로 경기도 시흥군 동면(지금의 서울특별시 금천구)에서 임시로 시흥지구전투사령부(始興地區戰鬪司令部)를 창설하였다. 사령관으로 취임한 김홍일 소장은 수도사단, 제2사단, 제7사단을 지휘하여 7월 4일까지 조선인민군의 진격을 지연시켰다. 다음날, 시흥지구전투사령부는 경기도 평택시에서 구두명령에 의한 육군 1차 개편계획에 따라 제1군단으로 개편되고, 김홍일 소장이 초대 군단장으로 취임하였다. 예속된 부대는 제7사단에서 제1사단으로 교체되어 수도사단, 제1사단, 제2사단이었다.
1951년 10월 1일, 제3사단을 이끌고 동부 해안을 따라 진격하였으며, 10월 10일 원산에 주둔하고 있던 조선인민군 제12사단 예하 2개 경비여단과 맞닥뜨렸다. 제1군단은 미국 제7함대 예하 제77임무대의 함포 지원을 받아, 원산에 상륙할 예정이었던 미국 제10군단을 대신하여 2개 경비여단을 격퇴하고 원산을 점령하였다. 직후, 제3사단을 원주에 주둔시키고 수도사단을 이끌고 계속 북쪽으로 진격하여 10월 17일에는 함흥과 흥남을 점령하였다. 12월 24일, 흥남에서 철수하였다.

### 휴전 이후
1953년 12월 15일, 제1야전군에 배속되었다.
1973년 7월 1일 제3야전군으로 제5군단, 제6군단과 함께 재배속되었다.
2019년 1월 1일, 국방부가 제1,3야전군을 병합하여 육군지상작전사령부를 설립하였다. 모든 군단은 지상작전사령부로 전속하였다.

## 편성
- 제1보병사단  "전진"
- 제9보병사단  "백마"
- 제25보병사단  "단결"
- 제30기갑여단 "필승"
- 제2기갑여단 "충성"
- 제1공병여단
- 제1포병여단
- 제1군수지원여단
- 제11방공단[4]
- 제101정보통신단
  - 제711통신대대
  - 제712통신대대
- 제301경비연대
- 제701특공연대
- 제11화생방대대
- 제141정보대대

## 기록

### 배속
- 육군본부, 1950년 6월 28일
- 제1야전군, 1953년 12월 15일
- 제3야전군, 1973년 7월 1일
- 지상작전사령부, 2019년 1월 1일

### 계보
- 1950년 6월 28일, 시흥지구전투사령부
- 1950년 7월 5일, 제1군단

### 참전
- 한국 전쟁
  - 부산 교두보 전투
  - 경주 전투
  - 장진호 전투
  - 흥남 철수 작전
  - 제1·2차 원주 전투

## 군단가
```
(1절)
조국의 자유와 평화를 위해
최초로 횃불 든 호국의 군단!

최강의 전사들! 용맹한 기상!
전승의 역사를 이어가리라!

(2절)
최초로 38선 돌파한 우리.
눈부신 전공의 빛나는 군단!

무적의 용사들 혼을 이어서,
대한의 조국, 강토 굳게 지키자!

(후렴)
불굴의 투지로 승리하자!
새 역사 창조의 제 1 군단!
통일의 선봉엔 우리가 있다!
자유, 평화, 번영 위하여 전진하리라!

```

## 역대 군단장
| 대수    | 성명   | 계급          | 임기                               | 비고                        |
| ------- | ------ | ------------- | ---------------------------------- | --------------------------- |
| 제1군단 |        |               |                                    |                             |
| 초대    | 김홍일 | 예) 육군 중장 | 1950년 7월 5일 ~ 1950년 9월 1일    | 한국전쟁(제1군단전적비기록) |
| 2대     | 김백일 | 육군 소장     | 1950년 9월 1일 ~ 1951년 3월 29일   | 한국전쟁(제1군단전적비기록) |
| 3대     | 백선엽 | 육군 소장     | 1951년 4월 7일 ~ 1951년 12월 2일   | 한국전쟁(제1군단전적비기록) |
| 4대     | 이형근 | 육군 중장     | 1952년 2월 2일 ~ 1954년 2월 2일    | 한국전쟁(제1군단전적비기록) |
| 대리    | 박시창 | 육군 소장     | 1959년 3월 18일 ~ 1959년 3월 29일  |                             |
| 대리    | 안춘생 | 육군 중장     | 1959년 3월 29일 ~ 1959년 5월 31일  |                             |
|         | 최석   | 육군 중장     | 1960년 4월 28일 ~ 1960년 10월 1일  |                             |
|         | 임부택 | 육군 중장     | 1960년 10월 1일 ~ 1961년 2월 26일  |                             |
|         | 전부일 | 육군 중장     | 1961년 2월 26일 ~ 1962년 3월 2일   |                             |
|         | 김익렬 | 육군 중장     | 1962년 3월 2일 ~ 1962년 7월 10일   |                             |
| 21대    | 최우근 | 육군 중장     |                                    | 육사 3기                    |
| 22대    | 박희동 | 육군 중장     |                                    | 육사 3기                    |
| 23대    | 양봉직 | 육군 중장     |                                    | 육사 6기                    |
| 24대    | 이희성 | 육군 중장     |                                    | 육사 8기                    |
| 25대    | 황영시 | 육군 중장     |                                    | 육사 10기                   |
| 26대    | 김윤호 | 육군 중장     |                                    | 육사 10기                   |
| 27대    | 이기백 | 육군 중장     |                                    | 육사 11기                   |
| 28대    | 백운택 | 육군 중장     |                                    | 육사 11기                   |
| 대리    | 이광로 | 육군 중장     |                                    | 육사 11기                   |
| 29대    | 박희도 | 육군 중장     |                                    | 육사 12기                   |
| 30대    | 최세창 | 육군 중장     |                                    | 육사 13기                   |
| 31대    | 류승국 | 육군 중장     |                                    | 육사 13기                   |
| 32대    | 문영일 | 육군 중장     |                                    | 육사 14기                   |
| 33대    | 이필섭 | 육군 중장     |                                    | 육사 16기                   |
| 34대    | 이병택 | 육군 중장     |                                    | 육사 17기                   |
| 35대    | 김상준 | 육군 중장     |                                    | 육사 19기                   |
| 36대    | 조성태 | 육군 중장     |                                    | 육사 20기                   |
| 37대    | 김척   | 육군 중장     |                                    | 육사 21기                   |
| 38대    | 박영익 | 육군 중장     |                                    | 육사 23기                   |
| 39대    | 강신육 | 육군 중장     |                                    | 육사 24기                   |
| 40대    | 정중민 | 육군 중장     |                                    | 육사 25기                   |
| 41대    | 오현구 | 육군 중장     |                                    | 육사 26기                   |
| 42대    | 김선홍 | 육군 중장     |                                    | 육사 28기                   |
| 43대    | 임충빈 | 육군 중장     | 2004년 10월 ~ 2006년 12월          | 육사 29기                   |
| 44대    | 장광일 | 육군 중장     | 2006년 12월 5일 ~ 2008년 4월 3일   | 육사 31기                   |
| 45대    | 황중선 | 육군 중장     | 2008년 4월 3일 ~ 2009년 11월 9일   | 육사 32기                   |
| 46대    | 권오성 | 육군 중장     | 2009년 11월 9일 ~ 2010년 12월 27일 | 육사 34기                   |
| 47대    | 최종일 | 육군 중장     | 2010년 12월 27일 ~ 2012년 5월 3일  | 육사 34기                   |
| 48대    | 모종화 | 육군 중장     | 2012년 5월 3일 ~ 2015년 10월 31일  | 육사 36기                   |
| 49대    | 엄기학 | 육군 중장     | 2013년 10월 31일 ~ 2015년 4월 13일 | 육사 37기                   |
| 50대    | 김용우 | 육군 중장     | 2015년 4월 13일 ~ 2016년 10월 17일 | 육사 39기                   |
| 51대    | 서욱   | 육군 중장     | 2016년 10월 17일 ~ 2017년 9월 29일 | 육사 41기                   |
| 52대    | 안영호 | 육군 중장     | 2017년 9월 29일 ~ 2019년 5월 10일  | 육사 42기                   |
| 53대    | 황대일 | 육군 중장     | 2019년 5월 10일 ~ 2020년 12월 7일  | 육사 43기                   |
| 54대    | 안병석 | 육군 중장     | 2020년 12월 7일 ~ 2021년 12월 9일  | 육사 45기                   |
| 55대    | 이두희 | 육군 중장     | 2021년 12월 10일 ~ 2022년 12월 1일 | 육사 46기                   |
| 56대    | 강호필 | 육군 중장     | 2022년 12월 1일 ~ 2023년 11월 6일  | 육사 47기                   |
| 57대    | 주성운 | 육군 중장     | 2023년 11월 6일 ~                  | 육사 48기                   |

## 참고
1. ↑  강병철 (2007년 10월 5일). “대한민국 육군 1군단, 역대 군단장 초청 행사”. 연합뉴스. 2014년 11월 22일에 확인함.
2. ↑  “시흥지구전투사령부”. 국가보훈처. 2012년 7월 7일에 확인함.[깨진 링크(과거 내용 찾기)]
3. ↑  이인준 (2010년 7월 8일). “(6·25 60주년) 기억해야 할 전쟁사(18) '흥남철수작전'”. 뉴시스. 2013년 10월 17일에 원본 문서에서 보존된 문서. 2012년 7월 7일에 확인함.
4. ↑  배정현 (2012년 1월 6일). “"2분내로 적기를 격추하는 게이머들입니다"”. 연합뉴스. 2012년 1월 8일에 확인함.
5. ↑  1군단장 임무를 수행할 당시의 계급은 소장이었으며, 예비군으로 예편된 이후 이승만 대통령이 직접 중장으로 진급시켰다.